# Monocentropus balfouri
Monocentropus balfouri là một loài nhện trong họ Theraphosidae.
Loài này thuộc chi Monocentropus. Monocentropus balfouri được Mary Agard Pocock miêu tả năm 1897.

## Hình ảnh

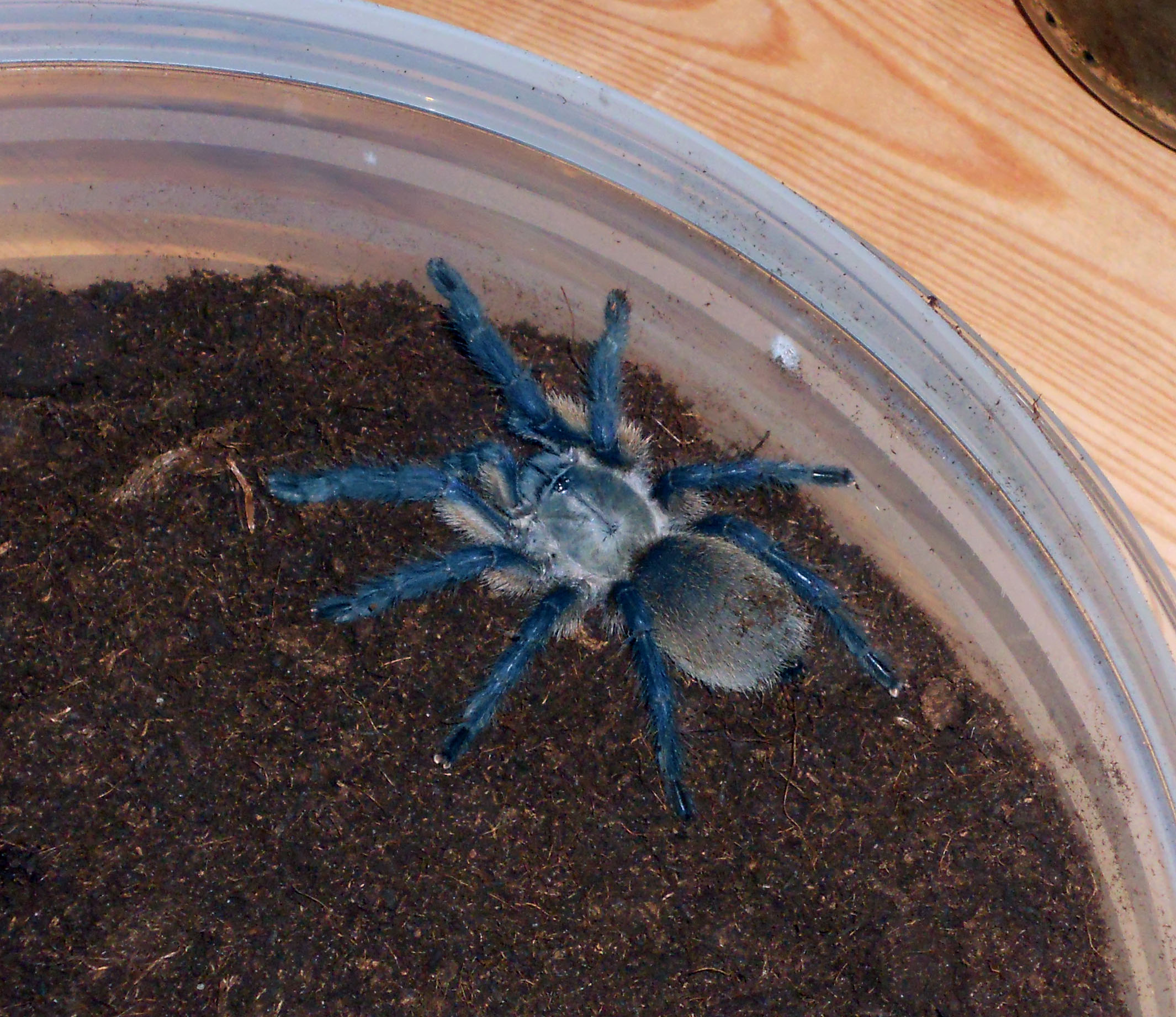
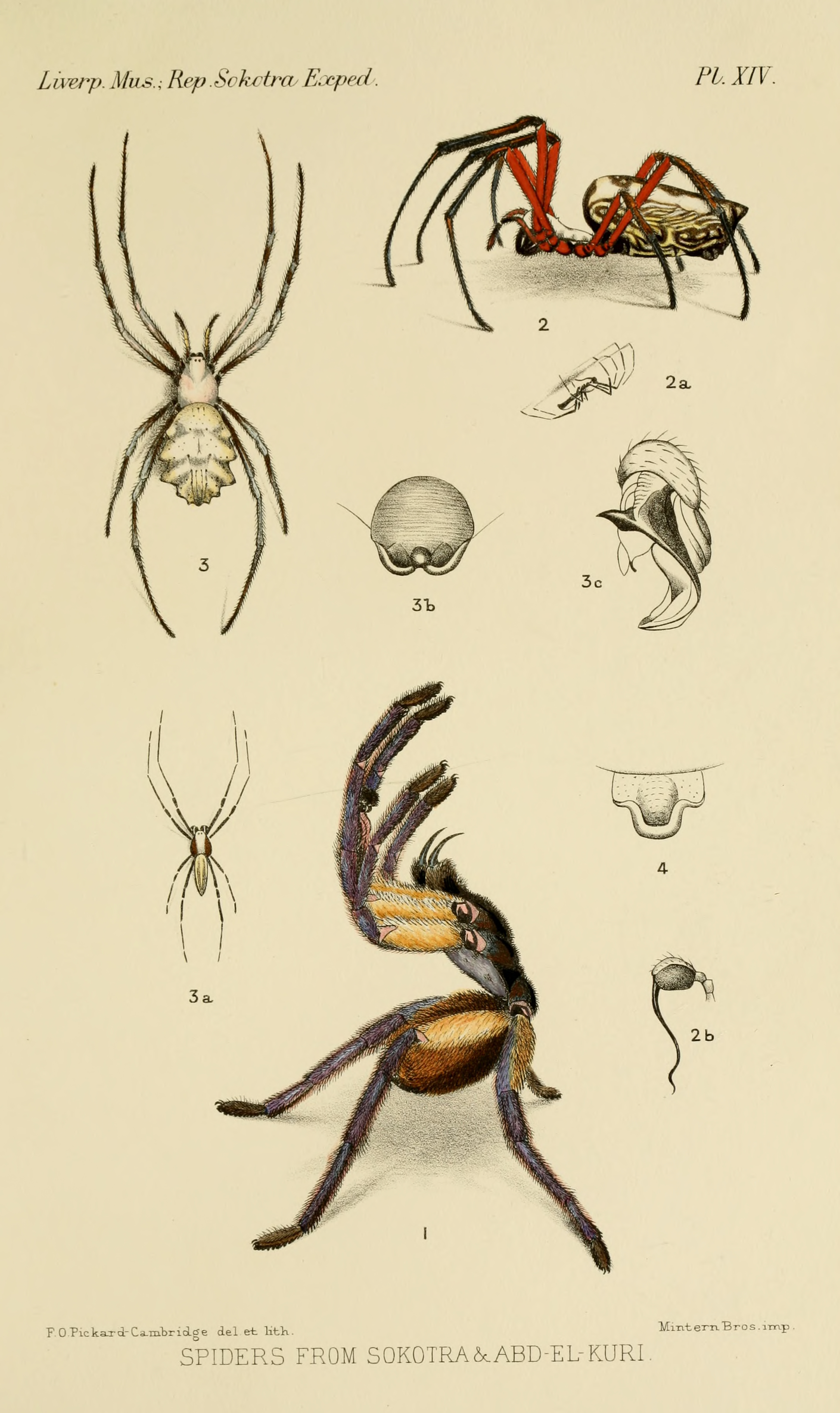